# Jasień (gromada w powiecie bytowskim)
Jasień – dawna gromada, czyli najmniejsza jednostka podziału terytorialnego Polskiej Rzeczypospolitej Ludowej w latach 1954–1972.
Gromady, z gromadzkimi radami narodowymi (GRN) jako organami władzy najniższego stopnia na wsi, funkcjonowały od reformy reorganizującej administrację wiejską przeprowadzonej jesienią 1954 do momentu ich zniesienia z dniem 1 stycznia 1973, tym samym wypierając organizację gminną w latach 1954–1972.
Gromadę Jasień  z siedzibą GRN w Jasieniu utworzono – jako jedną z 8759 gromad na obszarze Polski – w powiecie bytowskim w woj. koszalińskim na mocy uchwały nr 43/54 WRN w Koszalinie z dnia 5 października 1954. W skład jednostki weszły obszary dotychczasowych gromad Jasień, Nowa Wieś i Łupawsko ze zniesionej gminy Jasień w powiecie bytowskim oraz obszar dotychczasowej gromady Brzezinka ze zniesionej gminy Nożyno w powiecie słupskim w tymże województwie, a także obszar dotychczasowej gromady Chośnica ze zniesionej gminy Parchowo w powiecie kartuskim w woj. gdańskim. Dla gromady ustalono 10 członków gromadzkiej rady narodowej.
31 grudnia 1968 z gromady Jasień  wyłączono: a) wieś Chośnica (bez miejscowości Baranowo) i miejscowość Bawernica, włączając je do gromady Parchowo; b) miejscowość Kłosy, włączając ją do gromady Rokity; c) miejscowości Brzezinka i Dąbrowa Leśna, włączając je do gromady Nożyno – w tymże powiecie, po czym gromadę Jasień zniesiono, a jej (pozostały) obszar włączono do gromady Pomysk Wielki tamże.